# 安田昌
安田 昌（やすだ まさる、1879年12月11日 - 1931年10月27日）は、日本の実業家。

## 経歴・人物
士族・安田仲元の長男として、福岡県に生まれる。1897年福岡県立尋常中学修猷館を経て、1900年東京高等工業学校（現・東京工業大学）を卒業。
日本鉄道に技手として入社し、機関庫主任などを務める。1907年明治製糖の創立に参画、後に同社常務取締役に就任する。
明治商店取締役、明治製菓取締役、河西鉄道監査役、十勝開墾監査役、東京高等工業学校講師なども務めている。